# Epic Games
Epic Games (tidigare Epic MegaGames och även kallat Epic) är ett företag som utvecklar datorspel och är baserat i staden Cary cirka 15 kilometer från Raleigh, North Carolina i USA.
Företaget grundades 1991 av Tim Sweeney i Rockville, Maryland och släppte sitt första spel, ZZT, samma år. Epic växte allt mer mycket tack vare uppkomsten av shareware, och släppte spel som Epic Pinball, Jill of the Jungle och Jazz Jackrabbit. Under den tiden utgav de även spel av andra utvecklare, till exempel XLands Robbo och Electro Man samt Renaissances Zone 66.
1998 publicerade Epic Games Unreal, dess första FPS-spel, vilket ledde till en serie av Unrealspel. Företaget började även licensiera teknologin bakom Unreal, den så kallade Unreal Engine, till andra spelutvecklare. 1999 bytte företaget namnet till det nuvarande Epic Games och flyttade sitt kontor, inklusive sitt Rockvillekontor, till Raleigh.
Epic Games släppte ett nytt spel 2017 vid namn Fortnite. Fortnite har 2 spellägen: Save The World, PvE, kostar pengar, och Battle Royale, ett gratis spel.
Sen 2017 driver även Epic Games en digital spelbutik till PC, Mac och Linux, Epic Games Store.